# José Iñaki Vijandi Álvarez
José Iñaki Vijandi Álvarez (Ortuella, 28 de juliol de 1961) va ser un ciclista basc, que fou professional de 1986 a 1987. Combinà la carretera amb el ciclocròs, del qual es proclamà Campió del món en categoria júnior.

## Palmarès en ciclocròs
- 1979
  -  Campió del món en ciclocròs júnior
- 1986
  -  Campió d'Espanya de ciclocròs

## Palmarès en ruta
- 1996
  -  Campió d'Espanya en contrarellotge júnior